# Agadir Oufla
La Casba de Agadir Oufla (en tashelhit: ⴰⴳⴰⴷⵉⵔ ⵓⴼⵍⵍⴰ, Agadir Uflla, en árabe: قصبة أكادير أوفلا), más conocida simplemente como Agadir Oufla, es una casba situada en la ciudad de Agadir, Marruecos, que albergaba la antigua ciudad, gran parte de la cual se vio afectada por el terremoto que sacudió la ciudad. El fuerte se encuentra en la cima de una montaña que se eleva 236 metros sobre el nivel del mar, en el norte de la ciudad de Agadir, cerca del actual puerto.

## Nombre
Agadir Oufla  es el nombre local de la casba. La palabra "Agadir" significa "fuerte", y "Oufla" es una palabra bereber que significa "encima". Por tanto, el término describe una fortaleza que está en la cima.

## Historia
No está claro si hubo algún asentamiento en el lugar antes del siglo XVI. Antes de la fortificación del sitio por los saadíes, el noble portugués João Lopes de Sequeira ocupó el área en 1505 y construyó un castillo de madera al pie de una colina, que fue le primera construcción de la colonia portuguesa de Santa Cruz do Cabo do Gué.  El castillo fue comprado posteriormente por el rey Manuel I de Portugal el 25 de enero de 1513. Su presencia provocó una creciente hostilidad por parte de los pueblos del Sus, hasta que en 1540 el sultán sadi Mohámmed ash-Sheij ocupó la colina principal sobre la ciudad e instaló artillería para preparar un ataque a la fortaleza portuguesa que se encontraba más abajo. El asedio comenzó en febrero de 1541 y concluyó con éxito en marzo. El lugar quedó desocupado durante años hasta que el sucesor de Mahoma, Abdallah al-Ghálib (r. 1557-1574), construyó una nueva fortaleza en la cima de la colina.
La casba fue destruida por primera vez en el terremoto de Lisboa, en noviembre de 1755, y nuevamente en 1960, durante el terremoto de Agadir.
La casba fue restaurada en 2002, aunque ésta ha recibido críticas por el uso de materiales que oscurecen la forma de los edificios, sin que se recupere el aspecto anterior a la restauración. La casba fue renovada nuevamente en 2020 por orden del rey Mohamed VI. El 8 de septiembre de 2023, el terremoto de Marrakech-Safí provocó daños en la casba.

## Galería

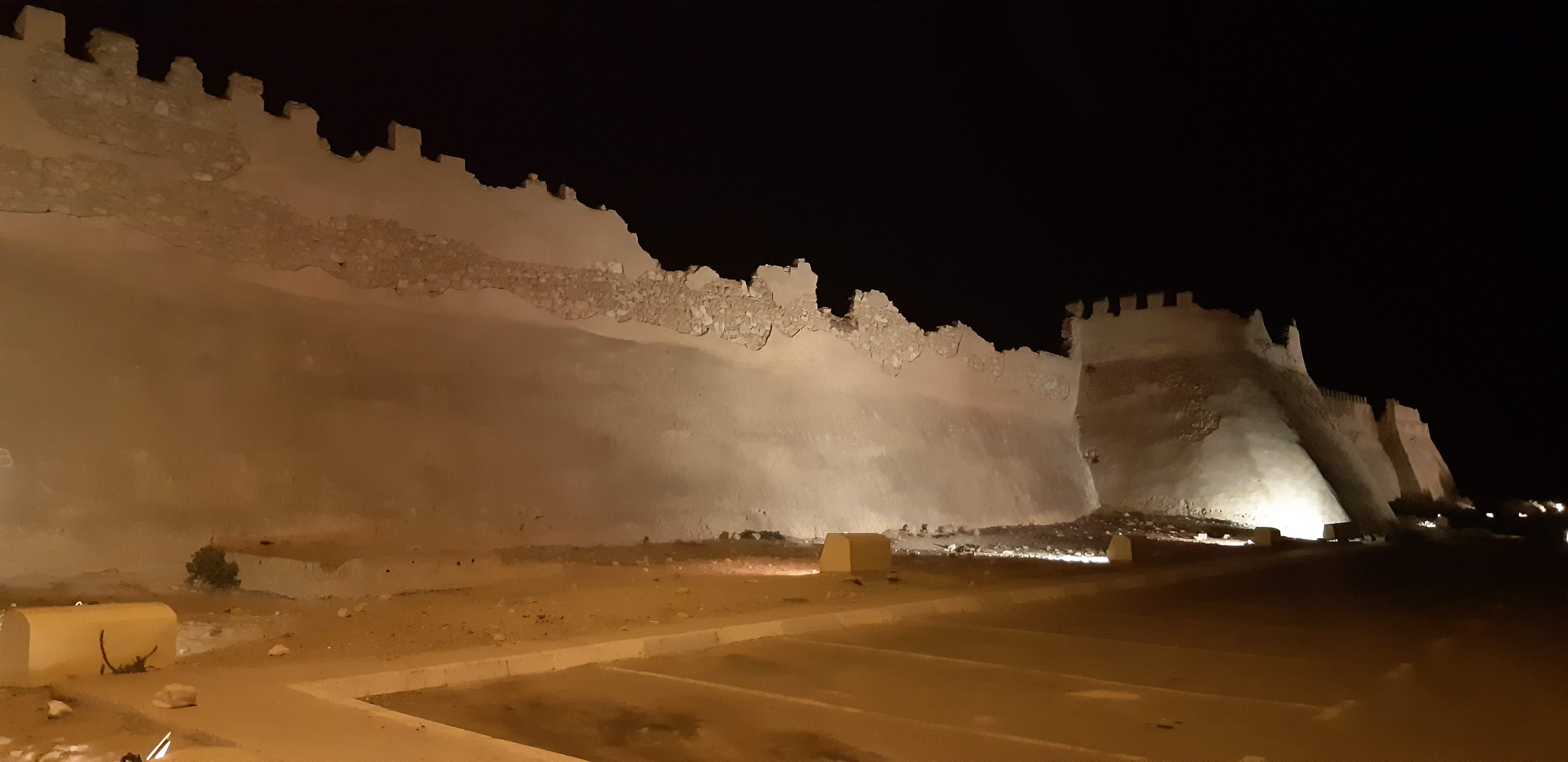
Iluminación de paredes casba por la noche.
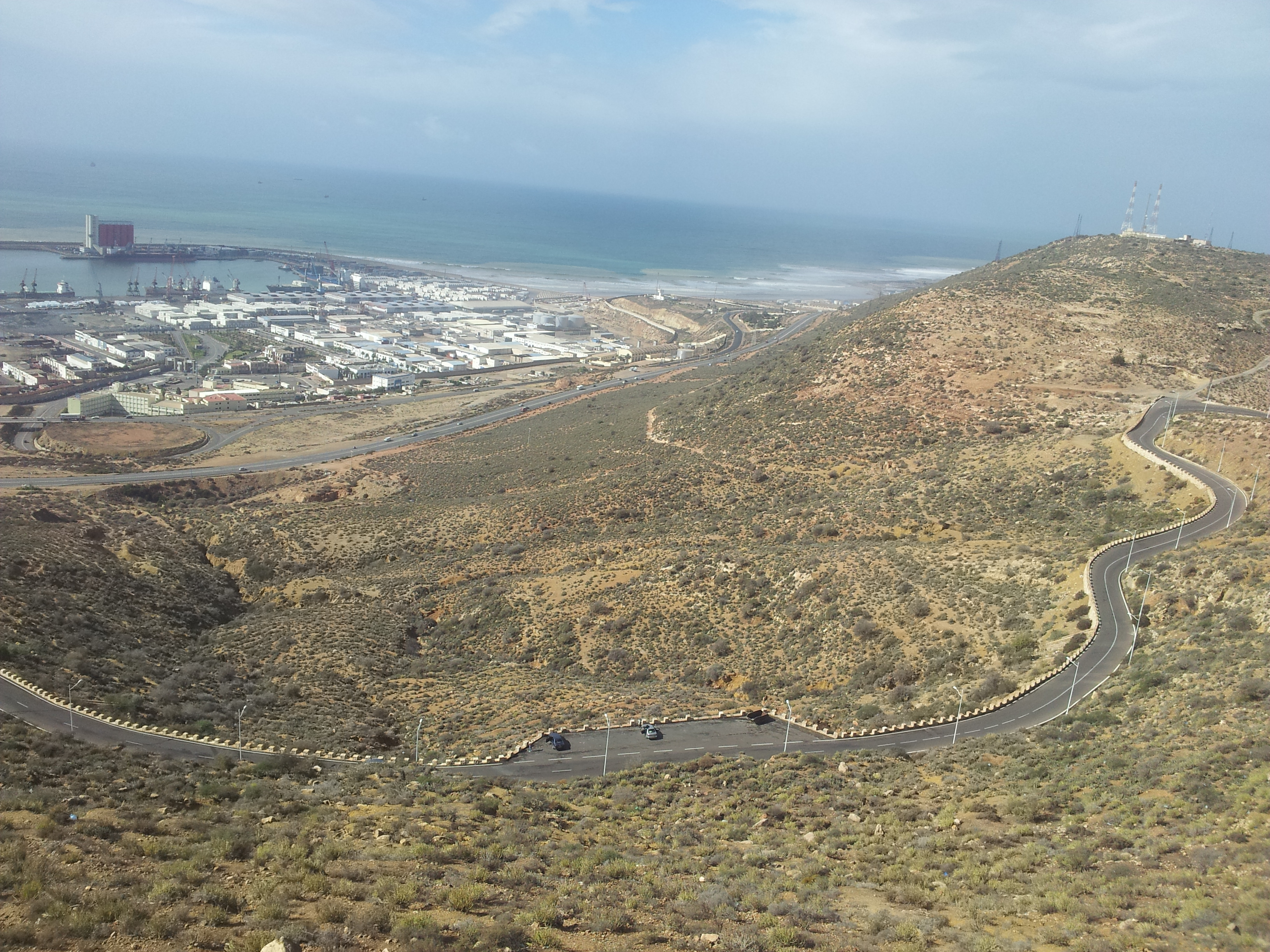
Vista desde la colina hacia el puerto de Agadir.
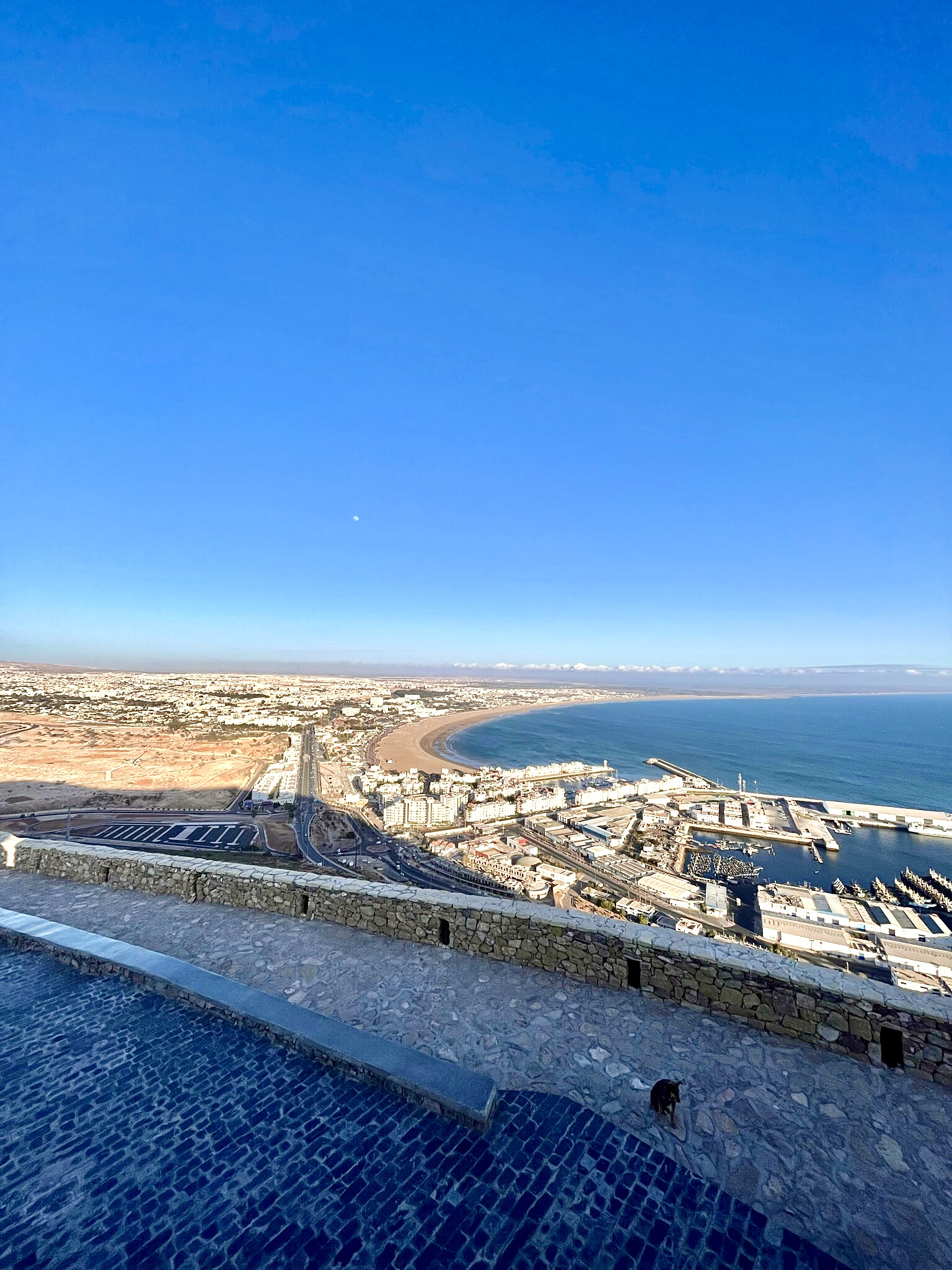
Vista desde la casba.
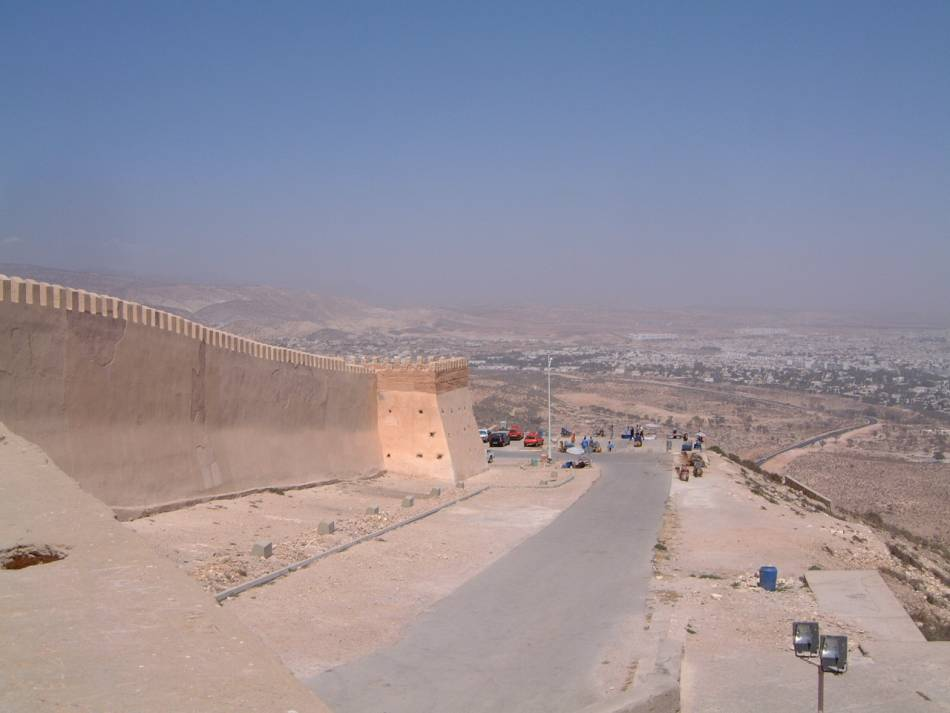
Murallas de la casba.
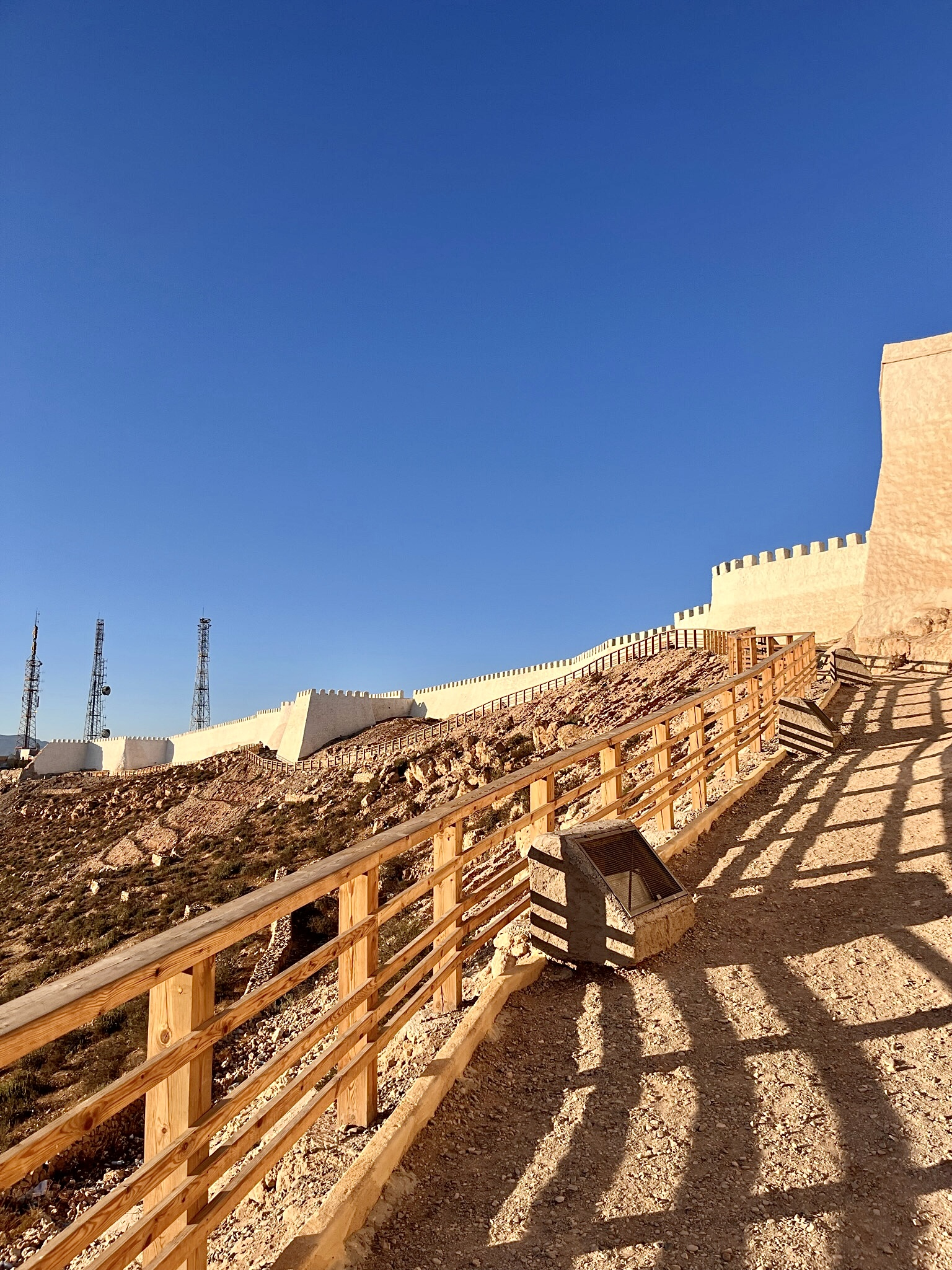
Parte posterior de las murallas.